# Юлиян Караджов
Юлиян Караджов е български биохимик, старши научен сътрудник в Института за космически изследвания при БАН, член на екипа на Центъра за изследване на демокрацията.

## Биография
Юлиян Караджов е завършил химия, има докторат по биохимия с дисертация на тема „Транспорт на калций и окислително фосфорилиране в митохондриите на мозъка“.
Юлиян Караджов преподава курс „Наркотици“ в Нов български университет, прави първото национално изследване на нелегалния пазар на наркотични вещества в България.

## Позиция
В интервю с Фани Чоджумова за в. „Новинар“ от 15 юли 2006 г. д-р Караджов заявява: „Смъркачите на кока в Народното събрание измислиха затвор за еднократната доза.“ - Караджов е известен с подкрепата си за легализиране на употребата на канабис и безнаказано притежаване на еднократна доза наркотици от всякакъв вид, както и други подобни права и свободи за хората, употребяващи дрога. Председател е на Движение Промена.